# Juhani Arajärvi
Juhani Arajärvi (né Johannes Alin, le 25 juillet 1867 à Urjala – mort le 13 novembre 1941 à Helsinki) est un banquier, homme politique et Ministre des Finances finlandais,,

## Biographie
Juhani Arajärvi est le fils du contremaître Johan Kristian Alin et de Regina Eerola. En 1888, il obtient son diplôme de fin d'études du lycée d'Hämeenlinna. En 1891, il obtient un baccalauréat en philosophie puis en 1894 une maîtrise en philosophie de l'Université d'Helsinki avec une mineure en théologie,.
De 1894 à 1896, Juhani Arajärvi est rédacteur en chef du magazine Viipuri, de 1896 à 1903 il est directeur de l'Université populaire de la vallée de la Kymi. Juhani Arajärvi est directeur de la succursale de la banque Kansallis-Osake-Pankki de Kotka de 1903 à 1906 puis de celle de Tampere de 1906 à 1918. De 1918 à 1939, il est membre du conseil d'administration de la KOP à Helsinki,.
Juhani Arajärvi est un élu du parti bourgeois à Diète de Finlande en 1904–1905, député du Parti finlandais puis du Parti de la coalition nationale en 1907–1914, 1917–1918 et 1919–1922. Il est chef du Comité des Finances (c'est-à-dire qu'il est Ministre des Finances) dans les gouvernements de Svinhufvud I et Paasikivi I, c'est-à-dire dans les gouvernements des années 1917-1918.
Juhani Arajärvi est l'un des signataires de la Déclaration d'indépendance finlandaise. Il a mené une transaction dans laquelle l'État finlandais a acheté 61,1% des actions de la société norvégienne Aktiebolaget W.Gutzeit & Co (plus tard Enso-Gutzeit Oy) en octobre 1918. Juhani Arajärvi a reçu le titre de ministre en 1918,.